# 瓦瑟塔科格爾山

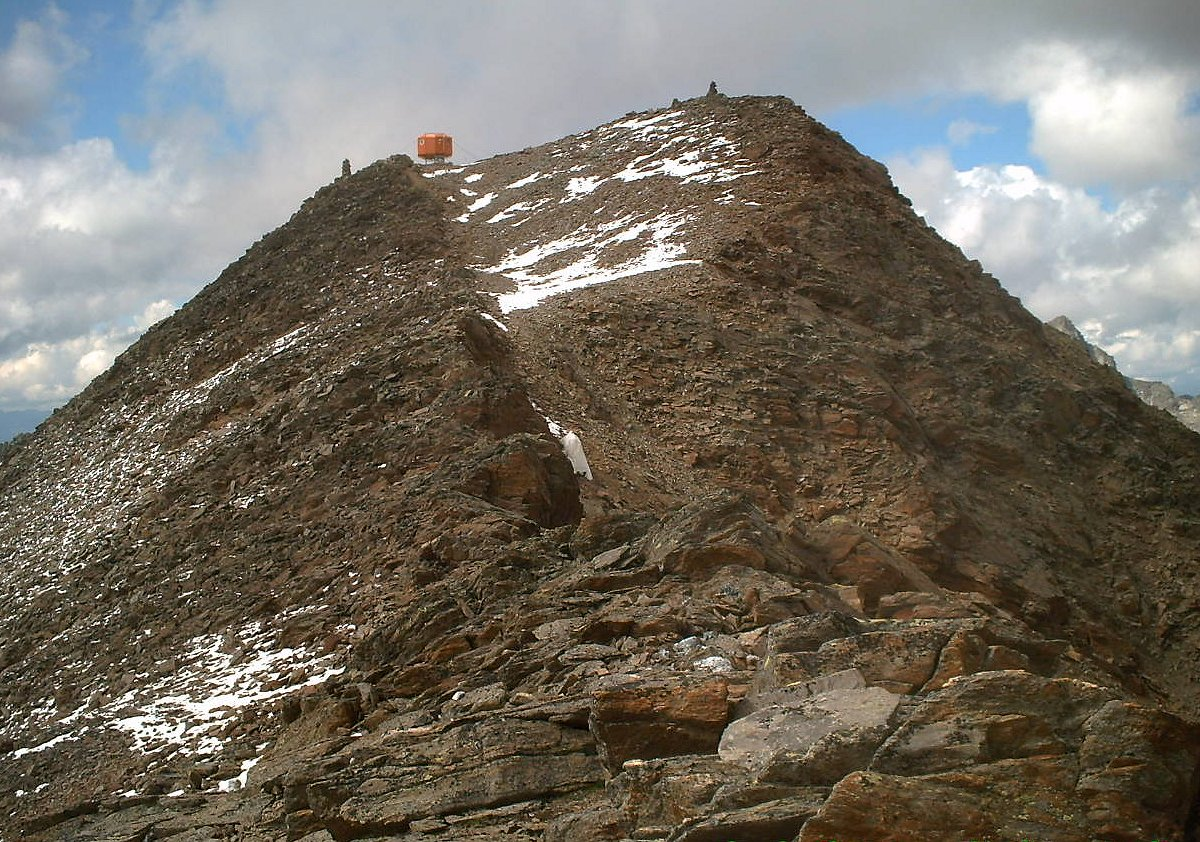

46°58′01″N 10°54′18″E / 46.96694°N 10.90500°E
瓦瑟塔科格爾山（德語：Wassertalkogel），是奧地利的山峰，位於該國西部，由蒂羅爾州負責管轄，屬於奧茨塔爾阿爾卑斯山脈的一部分，海拔高度3,252米，人類在1895年8月29日首次登頂。